# Iorras Aithneach
Iorras Aithneach és una península en zona on es parla gaèlic irlandès a l'oest del Comtat de Galway i on hi viuen unes 2.000 persones. Un 80% d'ells parlen habitualment irlandès.
Les dues principals viles són Carna i Cill Chiaráin. Hi ha tres divisions electorals, Abhainn Ghabhla, Scainimh i Cnoc Bui.

## Educació
Carna és la seu del centre educacional de la Universitat Nacional d'Irlanda, Galway que hi ofereix cursos de nivell superior. També hi ha un col·legi de secundària per a estudiants de Carna i Cill Chiarain anomenat Coláiste Sheosaimh.